# Copa Libertadores 1972
Copa Libertadores 1972 var 1972 års säsong av Copa Libertadores som vanns av Independiente från Argentina efter en finalseger mot Universitario från Peru. 2 lag från varje land i CONMEBOL deltog, vilket innebar 20 lag, varav ett lag var kvalificerade som regerande mästare och gick in senare i turneringen. De första 19 lagen delades upp i fyra grupper om fyra lag och en grupp om tre lag där varje gruppvinnare gick vidare till en andra gruppspelsfas. Där delades de fem gruppvinnarna och det regerande mästarlaget upp i två grupper om tre lag. De två gruppvinnarna fick mötas i final.
Varje grupp representerades av två länder, med två lag från vardera lag.
- Grupp 1: Argentina och Colombia
- Grupp 2: Bolivia och Ecuador
- Grupp 3: Brasilien och Paraguay
- Grupp 4: Chile och Peru
- Grupp 5: Uruguay och Venezuela

## Gruppspel omgång 1

### Grupp 1
| Lag               | S | V | O | F | GM | IM | MSK | Poäng |
| ----------------- | - | - | - | - | -- | -- | --- | ----- |
| Independiente     | 6 | 4 | 2 | 0 | 13 | 5  | 8   | 10    |
| Rosario Central   | 6 | 3 | 2 | 1 | 8  | 5  | 3   | 8     |
| Santa Fe          | 6 | 1 | 2 | 3 | 4  | 9  | -5  | 4     |
| Atlético Nacional | 6 | 0 | 2 | 4 | 3  | 9  | -6  | 2     |

### Grupp 2
| Lag               | S | V | O | F | GM | IM | MSK | Poäng |
| ----------------- | - | - | - | - | -- | -- | --- | ----- |
| Barcelona         | 6 | 3 | 3 | 0 | 8  | 3  | 5   | 9     |
| América           | 6 | 3 | 1 | 2 | 9  | 7  | 2   | 7     |
| Oriente Petrolero | 6 | 2 | 2 | 2 | 10 | 7  | 3   | 6     |
| Chaco Petrolero   | 6 | 1 | 0 | 5 | 3  | 13 | -10 | 2     |

### Grupp 3
| Lag              | S | V | O | F | GM | IM | MSK | Poäng |
| ---------------- | - | - | - | - | -- | -- | --- | ----- |
| São Paulo        | 6 | 3 | 2 | 1 | 12 | 6  | 6   | 8     |
| Olimpia          | 6 | 2 | 2 | 2 | 7  | 8  | -1  | 6     |
| Cerro Porteño    | 6 | 2 | 2 | 2 | 7  | 11 | -4  | 6     |
| Atlético Mineiro | 6 | 0 | 4 | 2 | 5  | 6  | -1  | 4     |

### Grupp 4
| Lag                  | S | V | O | F | GM | IM | MSK | Poäng |
| -------------------- | - | - | - | - | -- | -- | --- | ----- |
| Universitario        | 6 | 3 | 2 | 1 | 9  | 6  | 3   | 8     |
| Universidad de Chile | 6 | 3 | 0 | 3 | 12 | 12 | 0   | 6     |
| Alianza Lima         | 6 | 2 | 2 | 2 | 10 | 10 | 0   | 6     |
| Unión San Felipe     | 6 | 1 | 2 | 3 | 5  | 8  | -3  | 4     |

### Grupp 5
| Lag              | S | V | O | F | GM | IM | MSK | Poäng |
| ---------------- | - | - | - | - | -- | -- | --- | ----- |
| Peñarol          | 4 | 4 | 0 | 0 | 12 | 3  | 9   | 8     |
| Deportivo Italia | 4 | 1 | 1 | 2 | 4  | 7  | -3  | 3     |
| Valencia         | 4 | 0 | 1 | 3 | 3  | 9  | -6  | 1     |

## Gruppspel omgång 2

### Grupp 1
| Lag           | S | V | O | F | GM | IM | MSK | Poäng |
| ------------- | - | - | - | - | -- | -- | --- | ----- |
| Universitario | 4 | 1 | 2 | 1 | 9  | 7  | 2   | 4     |
| Nacional      | 4 | 1 | 2 | 1 | 7  | 7  | 0   | 4     |
| Peñarol       | 4 | 1 | 2 | 1 | 5  | 7  | -2  | 4     |

### Grupp 2
| Lag           | S | V | O | F | GM | IM | MSK | Poäng |
| ------------- | - | - | - | - | -- | -- | --- | ----- |
| Independiente | 4 | 2 | 1 | 1 | 4  | 2  | 2   | 5     |
| São Paulo     | 4 | 1 | 2 | 1 | 2  | 3  | -1  | 4     |
| Barcelona     | 4 | 0 | 3 | 1 | 2  | 3  | -1  | 3     |

## Final
|  |  | Universitario | 0 – 0 | Independiente |  |  |
|  |  |               |       |               |  |  |
|  |  |               |       |               |  |  |
|  |  |               |       |               |  |  |

|  |  | Independiente | 2 – 1 | Universitario |  |  |
|  |  |               |       |               |  |  |
|  |  |               |       |               |  |  |
|  |  |               |       |               |  |  |

Independiente vinnare av Copa Libertadores 1972.